# Gabor Antalffy
Gabor Antalffy (* 2. November 1937 in Budapest) ist ein ungarischer Pianist und Cembalist.

## Leben
Gabor Antalffy verließ Ungarn 1956 und studierte in Freiburg bei Edith Picht-Axenfeld Klavier. Von ihr erhielt er zudem die ersten Anregungen für das Cembalo, ging aber schon 1957 nach West-Berlin und wurde an der Hochschule der Künste in die Meisterklassen für Klavier (Hans-Erich Riebensahm) und Dirigieren (Richard Krauss) aufgenommen. 
Nach dem Studium war er von 1961 bis 1964 Opernkapellmeister in Münster und Köln, seit 1964 ist er Dozent an der Robert Schumann Hochschule in Düsseldorf. 
Er begann 1968 sich intensiv mit den Besonderheiten des Cembalospiels zu befassen und wurde bald neben einer breiten solistischen Tätigkeit ein begehrtes Mitglied in mehreren Ensembles (internationales Barocktrio, Barock-Ensemble Philipp Emanuel, Rheinisches Bach-Kollegium, Deutsche Kammerakademie u. a.).
1988 – im 200. Todesjahr von Carl Philipp Emanuel Bach – stellte er dem Publikum zyklisch dessen Sechs Sammlungen für Kenner und Liebhaber vor. Die daraus später entstandene Gesamtaufnahme (4 CDs auf verschiedenen Cembali sowie Hammerklavier) wurde mit dem Deutschen Schallplattenpreis ausgezeichnet.
Seitdem spielt Gabor Antalffy wieder verstärkt Klavier (drei zyklische Aufführungen mit den Schwerpunkten Beethoven, Liszt und Debussy). Er konzentrierte als Cembalist, Pianist, Liedbegleiter, Kammermusiker und Dirigent in ganz Westeuropa, in Slowenien (Internationales Festival Ljubljana) sowie in Kanada und Japan.
Rundfunkaufnahmen erfolgten an vielen deutschen Sendern sowie in Hilversum, Bern und Wien.